# Hapoel Yehud
Hapoel Yehud Football Club (Hebreeuws: הפועל יהוד) was een Israëlische voetbalclub uit Yehud.
De club werd in 1950 opgericht en werd in 1998 opgeheven. In 1982 won Hapoel Yehud de beker van Israël door in de finale Hapoel Tel Aviv FC met 1-0 te verslaan. De club speelde acht seizoenen op het hoogste niveau. In 1976 werd de club kampioen op het derde niveau.